# فرانكلين ريتشارد برونز جونيور
كان فرانكلين ريتشارد برونز الابن (1912-1979)، من ماريلاند بالولايات المتحدة، طالبًا في مجال هواية جمع الطوابع وخدمها بطرق عديدة، بما في ذلك كتابة عمود صحفي مشترك لهواة جمع الطوابع والعمل كأمين في مؤسسة سميثسونيان.

## أدب هواة جمع الطوابع
من عام 1932 إلى عام 1972، كتب برونز عمودًا عن هواة جمع الطوابع نُشر في ثلاثين صحيفة. ومن عام 1942 إلى عام 1948، كان محررًا لمجلة "هواة جمع الطوابع" التابعة لنادي هواة جمع الطوابع في نيويورك.

## النشاط الطوابعي
ظل برونز نشيطًا للغاية طوال حياته في تطوير هواية جمع الطوابع. كان أحد مؤسسي المؤتمر الأمريكي لهواة جمع الطوابع، وشغل مناصب مختلفة، منها رئيسًا ومحررًا. وفي جمعية هواة جمع الطوابع الأمريكية، شغل منصب مدير، وأمين سر مجلس الإدارة، ونائب رئيس. وفي الخدمة البريدية للولايات المتحدة، كان برونز عضوًا في اللجنة الاستشارية للمواطنين، وكان مديرًا لقسم هواية جمع الطوابع من عام 1957 إلى عام 1962.
بدأ برونز عمله في مؤسسة سميثسونيان عام 1951 بتعيينه أمينًا على مجموعة الطوابع الخاصة بالمؤسسة. وعلى مر السنين، واصل عمله في سميثسونيان، حيث عمل باحثًا مشاركًا ومشرفًا وأمينًا لتاريخ البريد من عام 1971 إلى عام 1977. وفي متحف الكاردينال سبيلمان لهواة جمع الطوابع، كان أول أمين لهُ، من عام 1957 إلى عام 1962.

## التكريم
حصل برونز على جائزة لاجرلوف من جمعية هواة جمع الطوابع الأمريكية في عام 1972. وادرج اسمهُ في قاعة مشاهير الكتاب في عام 1979، وقاعة مشاهير الجمعية الأمريكية لهواة طوابع البريد في عام 2005.

## روابط خارجية
- فرانكلين ريتشارد برونز الابن.